# DESTINY+
DESTINY+ (デスティニー・プラス Desutinī purasu?,  inglés: Demonstration and Experiment of Space Technology for INterplanetary voYage Phaethon fLyby dUSt science) es una misión planeada para sobrevolar al asteroide 3200 Faetón, así como varios cuerpos menores. La nave espacial está siendo desarrollada por la agencia espacial japonesa JAXA, y demostrará tecnologías avanzadas para la futura exploración del espacio profundo. A partir de 2020, está previsto que DESTINY+ comience su misión en 2024.

## Visión general
DESTINY+ será lanzado desde el Centro Espacial Uchinoura por un cohete Epsilon en 2022 en órbita terrestre baja, y pasará 1,5 años elevando su órbita con motores de iones. Un sobrevuelo lunar acelerará la sonda en una órbita interplanetaria. Durante este tiempo de crucero, sobrevolará algunos Objetos Cercanos a la Tierra (NEO) para su estudio, incluido el cuerpo de transición 3200 Faetón, y medirá el polvo interplanetario e interestelar.
Los motores de iones de la sonda tienen la capacidad de realizar otra transferencia de órbita para estudiar objetos adicionales.

## Objetivos
DESTINY+ será un demostrador de tecnología para mejorar aún más las operaciones de propulsión eléctrica solar de bajo costo en el espacio profundo. También demostrará la innovadora tecnología de paneles solares livianos. El aspecto científico de esta misión es comprender el origen y la naturaleza de los polvos, que son fuentes clave de compuestos orgánicos para la Tierra. También observará polvos del cometa/asteroide 3200 Faetón usando un analizador de polvo y cartografiará su superficie usando una cámara telescópica multibanda para comprender los mecanismos de expulsión de polvo. La nave espacial volará a tan solo 500 km de 3200 Faetón.

## Sonda espacial
DESTINY+ utilizará paneles solares ultraligeros y dispositivos avanzados de control térmico, junto con aviónica compacta. La nave espacial está diseñada para tolerar una dosis de radiación de hasta aproximadamente 30 krad mediante el uso de un escudo de aluminio de 3 mm.

### Propulsión
La nave espacial será impulsada por cuatro motores de iones eléctricos solares μ10, tal como lo usan Hayabusa y Hayabusa 2, pero aunque sus predecesores operaron solo hasta tres motores simultáneamente, DESTINY+ usará los cuatro simultáneamente para un empuje total de 40 mN (impulso específico: 3000 s; aceleración: 83 μm/s2; potencia: 1670 W) La masa seca total (excluye el propelente de xenón) del sistema del motor de iones es de 59 kilogramos.

## Carga útil
DESTINY PLUS llevará tres instrumentos científicos:
- DESTINY Dust Analyzer (DDA) — El analizador de polvo DESTINY (2.7 kg) será proporcionado por el Centro Aeroespacial Alemán (DLR),[7] y está siendo desarrollado por la Universidad de Stuttgart.[3]
- Telescopic Camera for Phaethon (TCAP) — La cámara telescópica tiene una masa de 15.8 kg.[3]
- Multiband Camera for Phaethon (MCAP) — La cámara multibanda tiene una masa de 3,5 kg y detectará luz en longitudes de onda de 390 nm, 550 nm, 700 nm, 850 nm.[3]